# 애프터 웨딩 (2017년 영화)
《애프터 웨딩》(After the Wedding)은 미국에서 제작된 클로디아 시푸엔티스 감독의 2017년 코미디, 드라마 영화이다. 에디 가넴 등이 주연으로 출연하였고 클로디아 시푸엔티스 등이 제작에 참여하였다.
이 영화는 여러 소규모 축제의 2014년 연극에서 완성되었다. 2017년 4월 18일 VOD로 독립적으로 출시되었다.

## 출연

### 주연
- 에디 가넴
- 캔디스 에릭슨
- 닉 푸가